# Kila Iaravai
Kila Iaravai (7 gennaio 1991) è un calciatore papuano, di ruolo difensore.

## Carriera
Dal 2011 gioca in patria, nel Morobe Kumuls.
Con la Nazionale papuana ha preso parte a 2 partite di qualificazione ai Mondiali 2014.